# 김영상 (1899년)
김영상(金永祥, 일본식 이름: 金光浩助가네미쓰 고스케, 1899년 9월 26일 ~ ?)은 일제강점기의 경찰 겸 관료로, 본적은 경기도 개성군이다.

## 생애
일본 메이지 대학 영법과 2학년에 재학 중이던 1929년 10월 고등문관시험 행정과에 합격했다. 1931년 경기도 경찰부 경무과로 근무하는 동안 보안과 경부, 순사교습소 교관을 겸임했으며 1932년 2월 13일부터 1936년 5월 20일까지 평안북도 내무부 도이사관 겸 산업과장을 역임했다. 1934년 3월 만주국 신징으로 출장을 갔고 1934년 4월 29일 만주사변에 기여한 공로를 인정받아 일본 정부로부터 하사금을 받았다. 1934년 10월 만주국 펑톈으로 출장을 갔다가 나중에 귀국했다.
1936년 5월 21일부터 1937년 5월 14일까지 경기도 경성부 부이사관 겸 사회과장, 부민관 관장을 역임했으며 1936년 과학지식보급회 고문, 경성관광협회 상무이사를 역임했다. 1937년 1월 조선총독부 사회교화사업의 방송선전 강사로 선임되었고 1937년 2월 25일부터 11월 30일까지 경성보호관찰소 촉탁보호사로 근무했다. 1937년 5월 15일부터 1941년 1월 23일까지 경기도 경성부 부사무관 겸 재무부장을 역임했으며 1938년 국민정신총동원경성연맹 상담역을 역임했다. 경성부 재무부장 재직 시절에 발발한 중일 전쟁 당시 군용 자동차 징발 업무를 수행하여 일본의 침략 전쟁에 적극 협력했다.
1940년 2월 일본 기원 2600년 축전에 초대받았으며 1940년 4월 29일 중일 전쟁에 협력한 공로를 인정받아 일본 정부로부터 훈6등 서보장을 받았다. 1941년 1월 24일 전라북도 참여관 겸 산업부장으로 임명되었고 1941년 6월 30일 고등관 3등, 1941년 8월 1일 종5위에 각각 서위되었다. 전라북도농회장(1941년 1월 ~ 1942년 1월 23일), 전라북도지방미곡통제조합연합회 회장(1941년 1월 24일 ~ 1942년 3월 1일), 전라북도 방공위원회 위원(1941년 2월 15일), 전라북도임금위원회 위원(1941년 2월 17일 임명)을 역임했으며 1943년 9월 11일 일본 정부로부터 훈6등 서보장을 받았다.
함경남도 참여관 겸 산업부장(1942년 1월 24일 임명), 황해도 참여관 겸 산업부장(1942년 12월 19일 임명), 황해도 참여관 겸 식량부장(1943년 9월 30일 임명), 황해도 참여관 겸 농상부장(1943년 12월 1일 임명), 평안남도 참여관 겸 농상부장(1944년 8월 17일 임명)을 역임했으며 함경남도임금위원회 위원(1942년 2월 2일과 1943년 1월 9일 임명), 함경남도농회장(1942년 2월 6일 ~ 1943년 1월 21일, 1943년 1월 22일 ~ 1943년 10월 29일), 함경남도지방미곡통제조합연합회 회장(1942년 3월 2일 임명), 조선식량영단 황해도지부 감리관(1943년 10월 5일 ~ 1944년 8월 16일), 조선식량영단 평안남도지부 감리관(1944년 8월 17일 임명), 조선철도간선긴급증강 경성지방연락부 간사(1944년 9월 20일 임명)를 역임했다.
친일파 708인 명단의 조선총독부 사무관 부문과 도 참여관 부문, 민족문제연구소의 친일인명사전 수록자 명단의 경찰 부문과 관료 부문, 친일반민족행위진상규명위원회가 발표한 친일반민족행위 705인 명단에 포함되었다.

## 참고자료
- 친일반민족행위진상규명위원회 (2009). 〈권중환〉. 《친일반민족행위진상규명 보고서 Ⅳ-3》. 서울. 427~440쪽.